# Jan Voigt
Jan Voigt, född 24 juni 1928 i Bærum, död 5 december 1997 i Trondheim, var en norsk skådespelare, dansare, programledare i TV och direktör för Ringve museum i Trondheim 1963–1993.

## Biografi
Voigt växte upp i ett musikaliskt hem med föräldrar som spelade cello och fiol. Han utbildade sig först till optiker, men hans teater- och dansintresse tog honom i stället till Centralteatrets elevskola. Han debuterade 1950 och blev kvar vid Centralteatret i flera år. Han gjorde sig bemärkt i roller som Benjamin i August Strindbergs Påsk 1951 och i Finn Bøs sommarrevyer. Därefter blev han frilansande skådespelare och dansare med engagemang vid bland annat Edderkoppen Teater och Chat Noir, samt på turné i Jens Book Jenssens och Leif Justers revyföreställningar.
Under flera år gästade Voigt Trøndelag Teater och hade där flera stora roller, företrädesvis i farser som Anathole i Ninotchka (1954), Sanderus i Den politiske kandestøper och Denny i Janus (1960). Han blev också uppmärksammad för dramatiska roller som Mortimer i Maria Stuart (1961) och Gregowich i Tehuset Augustmånen (1954) och i operetter som Sigismund i Sommer i Tyrol (1955) och greve Danilo i Den glada änkan (1966). Han gjorde också ett tiotal film- och TV-roller mellan 1949 och 1982, bland annat I moralens navn (1954), På solsiden (1956) och Elskere (1963).
Mellan 1963 och 1993 var Voigt direktör för Ringve museum i Trondheim. Han kom i kontakt med museet i samband med en dansuppdrag vid museets invigning 1952. Därefter arbetade vid museet varje sommar fram till 1963 då han övertog chefskapet från Victoria Bachke. Under hans ledning utvidgades museet och byggnaden renoverades. Därtill fördubblades musikinstrumentsamlingen.
Voigt var programledare i TV, bland annat för Firklang (1965) och Taushet er gull (1971). Han var också under två perioder styrelsemedlem för Norske kunst- og kulturhistoriske museer och hade styrelseuppdrag i Trondheim Symfoniorkester och Olavsfestdagene. Han var engagerad i humanitärt arbete, bland annat för Röda Korset.
Han utnämndes 1980 till riddare av St. Olavs Orden och erhöll samma år Sør-Trøndelag fylkes kulturpris. År 1984 belönades han med Trondheim kommuns kulturpris.

## Familj
Jan Voigt var son till handelsresanden och kontorsarbetaren Charles Antonius Voigt (1891–1962) och Nathalie Reuter Sande (1896–1986). Han var ogift.

## Filmografi
- 1949 – Aldri mer! (kortfilm)
- 1952 – Det kunne vært deg
- 1952 – Trine!
- 1953 – Selkvinnen
- 1953 – Den evige Eva
- 1954 – I moralens navn
- 1956 – På solsiden
- 1962 – Anything Goes
- 1963 – Elskere
- 1982 – Ta den ring (TV-serie)